# 大谷憲弘
大谷憲弘（おおたに のりひろ、男性、1980年4月10日-）は、日本のパワーリフティング選手。男子74kg級においてスクワット（308.0kg）とベンチプレス（240.0kg）の日本記録保持者。実業家としては、神奈川県・横浜市にあるトレーニングジム「ESQUATIR（エスクァティア）」の代表取締役兼ヘッドコーチ、エクスプロージョン合同会社のCEO、サプリメント「R-GPC」のショップ運営なども務めている。

## 経歴
神奈川県逗子市生まれ。山手学院高等学校、東海大学体育学部を経てパワーリフティングの現役競技者となる。
身長167cm。体重74kg。血液型はA型。 
「強くなりたい」との思いから、14歳で格闘技を開始。25歳のとき、さらなる強さを求めて本格的な筋肉トレーニングに着手。挙上重量を伸ばし、パワーリフティングの専門ジムに通い始めた頃を境に関心が傾倒、トレーニング開始2年目の2007年には全日本選手権で2位となった。
かねてより掲げていた「日本一」の次なる目標として「世界一」を掲げ、独自のトレーニング理論により、日々の身体づくりに勤しんでいる。
青年実業家としても活動中で、2012年に自身のトレーニングメソッドを具現化するかたちで、パワーリフティング、ウェイトリフティング、フリーウェイト専用のウェイトトレーニングジム「ESQUATIR」を神奈川県横浜市に開設。当初より運動初心者へのスクワット、ベンチプレス、デッドリフト、ウェイトリフティング指導の取り組みを行っていることが特徴として挙げられる。
2013年4月、エクスプロージョン合同会社を立ち上げ、ハイエナジードリンク「X-PLOSION」を開発・発売。エネジードリンクとしてはカフェイン含有量が多く、アドレナリンの素になるアミノ酸のチロシンのほか、「αーGPC」を配合する。
2015年10月、ジム運営をする株式会社エスクァティア内に栄養科学事業部を立ち上げ、「R-GPC」の販売を開始。
2016年X-PLOSION サプリメントシリーズ　ホエイプロテインを販売開始。2020年では日本トップを争うホエイプロテインブランドに成長。
2018年には関連会社6社をまとめるホールディングスを設立。

## 戦歴
- 2006年 全日本パワーリフティング選手権67.5kg級9位
- 2007年 全日本パワーリフティング選手権67.5kg級準優勝
- 2008年 全日本パワーリフティング選手権67.5kg級準優勝、世界パワーリフティング選手権（於カナダ）67.5kg級6位
- 2009年 全日本パワーリフティング選手権67.5kg級準優勝、世界パワーリフティング選手権（於インド）67.5kg級5位
- 2010年 全日本パワーリフティング選手権67.5kg級準優勝、世界パワーリフティング選手権（於南アフリカ）67.5kg級6位／種目別ベンチプレス銀メダル
- 2011年 アジアパワーリフティング選手権（於神戸）74kg級3位／種目別スクワット金メダル、ベンチプレス銅メダル
- 2012年 全日本パワーリフティング選手権 74kg級優勝
- 2012年 世界パワーリフティング選手権（於プエルトリコ）74kg級記録なし
- 2013年 全日本パワーリフティング選手権 74kg級準優勝、世界パワーリフティング選手権（於ノルウェー）74kg級8位
- 2014年 全日本パワーリフティング選手権 74kg級優勝、世界パワーリフティング選手権（於アメリカ）74kg級7位
- 2015年 全日本パワーリフティング選手権 74kg級優勝
- 2016年 全日本パワーリフティング選手権 74kg級優勝
- 2017年 全日本パワーリフティング選手権 74kg級準優勝、ワールドゲームズ日本代表9位
- 2018年 全日本パワーリフティング選手権 74kg級優勝、世界パワーリフティング選手権74kg級7位
- 2019年 全日本パワーリフティング選手権 74kg級優勝　最優秀選手賞　文部科学大臣杯受賞
- 2021年 全日本パワーリフティング選手権 74kg級優勝
- 2022年 全日本パワーリフティング選手権 74kg級優勝　最優秀選手賞　文部科学大臣杯受賞

ベスト記録
- スクワット 330kg　※日本記録（2022年6月時点）
- ベンチプレス 250.0kg　※世界記録　日本記録（2022年6月時点）
- デッドリフト 265kg
- トータル 840kg

## 受賞歴
- 2013年 横浜スポーツ優秀選手表彰 受賞
- 2014年 横浜スポーツ優秀選手表彰 受賞、神奈川県スポーツ優秀選手表彰 受賞
- 2015年 横浜スポーツ優秀選手表彰 受賞、神奈川県スポーツ優秀選手表彰 受賞

## メディア

### 雑誌
2012年
- 「IRONMAN」8月号

2013年
- 「月刊BODY BUILDING」
- 「トレーニングマガジン」vol.23
- 「IRONMAN」6月号
- 「IRONMAN」7月号
- 「IRONMAN」8月号

2014年
- 「IRONMAN」1月号
- 「THE DAY」7月号（特集記事）
- 「IRONMAN」8月号
- 「IRONMAN」9月号
- 「THE DAY」0月号（特集記事）
- 「IRONMAN」10月号
- 「IRONMAN」12月号

2015年
- 「IRONMAN」6月号
- 「IRONMAN」7月号
- 「IRONMAN」8月号
- 「IRONMAN」9月号
- 「トレーニングマガジン」vol.40 表紙・トレーニングフォーム特集記事4ページ
- 「月刊BODY BUILDING」10月号
- 「BICYCLE21」10月号 特集記事
- 「コーチング・クリニック」11月号 スポーツリカバリー特集記事4ページ
- 「Tarzan」10月8日号No.681 アスリート特集記事4ページ
- 「はまかぜ新聞」 2015年10月号 9月25日
- 「神奈川新聞」 2015年11月6日
- 「毎日新聞」 2015年11月6日
- 「パーゴルフ」 スロースクワット5ページ特集 11月24日
- 「月刊ジャパンフィットネス」 2016年1月号

### テレビ
- 「オトナの！」（TBS）出演

### ラジオ
2015年
- FMやまと Breezing sky（9月16日）
- AMラジオ日本 ヨコハマラジアンヌスタイル（9月24日）
- 湘南ビーチFM 11月27日（15分生出演）
- FM-totsuka 12月28日（15分生出演）

2016年
- レディオ湘南FM 1月5日（30分生出演）
- FMブルー湘南 1月5日（30分生出演）
- 鎌倉FM 1月13日（30分生出演）
- FM YOKOHAMA 1月19日（15分生出演）